# Titre de conseiller agricole (Finlande)
Le titre de conseiller agricole (finnois : Maanviljelysneuvos) est un titre honorifique décerné par le Président de la République de Finlande.

## Présentation
Le titre a été décerné pour la première fois en Finlande en 1861. 
Pendant le Grand-duché de Finlande, il a été décerné à 39 Finlandais. 
Depuis l'indépendance, au printemps 2014, il a été accordé à 244 personnes.

## Personnalités ayant reçu le titre
Parmi les récipiendaires du titre, citons les personnalités suivantes :
- Edvard Björkenheim
- Kusti Eskola
- Viljami Kalliokoski
- Einari Karvetti
- Kauno Kleemola
- Juho Koivisto
- Alfred Kordelin
- Niilo Kosola
- Jalo Lahdensuo
- Heimo Linna
- Evert Malm
- Matti Mattila
- Sigurd Mattsson
- H. G. Paloheimo
- Mauno Pohjonen
- Klaus Pentti
- Onni Rantasalo
- Toivo Saloranta
- Raimo Tammilehto
- Taisto Tähkämaa
- Taavi Vilhula
- Lauri Äijö
- Uuno Brander
- Jacob Kavaleff